# Leucocarbo nivalis
Il cormorano di Heard (Leucocarbo nivalis Falla, 1937) è un uccello appartenente alla famiglia dei Falacrocoracidi diffuso nelle isole Heard, nell'oceano Indiano meridionale.